# Струже (Новосондецький повіт)
Струже (пол. Stróże) — село в Польщі, у гміні Грибів Новосондецького повіту Малопольського воєводства.
Населення — 2545 осіб (2011).

## Демографія
Демографічна структура станом на 31 березня 2011 року:
|          | Загалом | Допрацездатний вік | Працездатний вік | Постпрацездатний вік |
| -------- | ------- | ------------------ | ---------------- | -------------------- |
| Чоловіки | 1256    | 342                | 826              | 88                   |
| Жінки    | 1289    | 288                | 776              | 225                  |
| Разом    | 2545    | 630                | 1602             | 313                  |